# Jean Royère (écrivain)
Pour les articles homonymes, voir Jean Royère (homonymie) et Royère.
Jean Royère, né le 4 juin 1871 à Aix-en-Provence et mort le 4 février 1956 à Paris, est un poète et un éditeur français.

## Biographie
Jean Royère commence par reprendre les Écrits pour l'art en mars 1905, fondé par René Ghil, revue dans laquelle on trouve entre autres Marinetti et John-Antoine Nau, et qui se termine en février 1906.
Il fonde en juillet 1906 la revue La Phalange, organe de la poésie et de l'art symboliste dont il devient le rédacteur en chef. Cette publication héberge dans ses feuilles, entre autres, André Gide, Francis Carco, Jules Romains, Francis Jammes, Francis Vielé-Griffin, Max Jacob, Guillaume Apollinaire et les premiers poèmes d'André Breton. La revue publie également des ouvrages, avec des textes tirés de ses livraisons. Elle prend fin en juillet 1914.
En 1924, Royère lance une collection d'ouvrages au nom de « La Phalange » chez l'éditeur Albert Messein, qui prend fin en 1943.
Entre-temps, il lance la revue Le Manuscrit autographe (1926-1933), puis relance la revue La Phalange de 1935 à 1939.

## Ouvrages
- Exil doré, 1898
- Eurythmies, 1904
- Sœur de Narcisse nue, 1907
- Par la lumière peints..., 1919
- Poésies complètes, 1924
- Clartés sur la poésie, 1925
- Poèmes d'amour de Baudelaire, 1927
- Ô, Quêteuse, voici, 1928
- Le Musicisme, 1929
- Denise, poèmes, ill. Jean-Paul Dubray, 1931
- Orchestrations, 1936

## Distinction
- Chevalier de la Légion d'honneur, décret du 14 janvier 1925[2]
- Officier de la Légion d'honneur, décret du 14 septembre 1951[3]
- Prix Lasserre (littérature) en 1931[4]